# Bacillus lynceorum
Bacillus lynceorum är en insektsart som beskrevs av Bullini, L., Nascetti och A.P.B. Bullini 1984. Bacillus lynceorum ingår i släktet Bacillus och familjen Bacillidae. Inga underarter finns listade.